# 杯鼻龍屬
杯鼻龍屬（意為「杯狀的吻部」），又名杯喙龍，是種大型合弓類動物，屬於盤龍目卡色龍亞目，生存於二疊紀早期到中期的北美洲南部，約2億7500萬年前。杯鼻龍是目前已知最大的卡色龍類與盤龍目動物，也是該類群中最著名的成員之一，其中漢氏杯鼻龍（C. hancocki）更是二疊紀前期體型最大的陸生脊椎動物。如同其他卡色龍類，杯鼻龍是草食性動物。因為杯鼻龍的體型過大，所以牠們不怕任何肉食性動物。

## 敘述

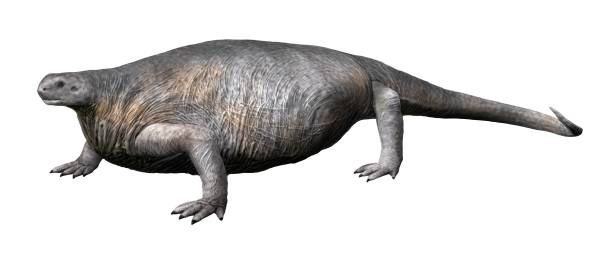
羅氏杯鼻龍的重建圖

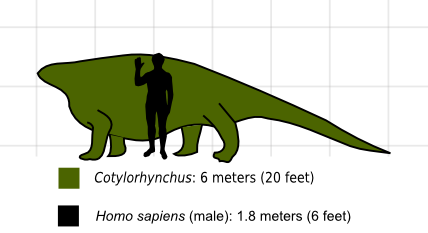
杯鼻龍與人類的體型相比

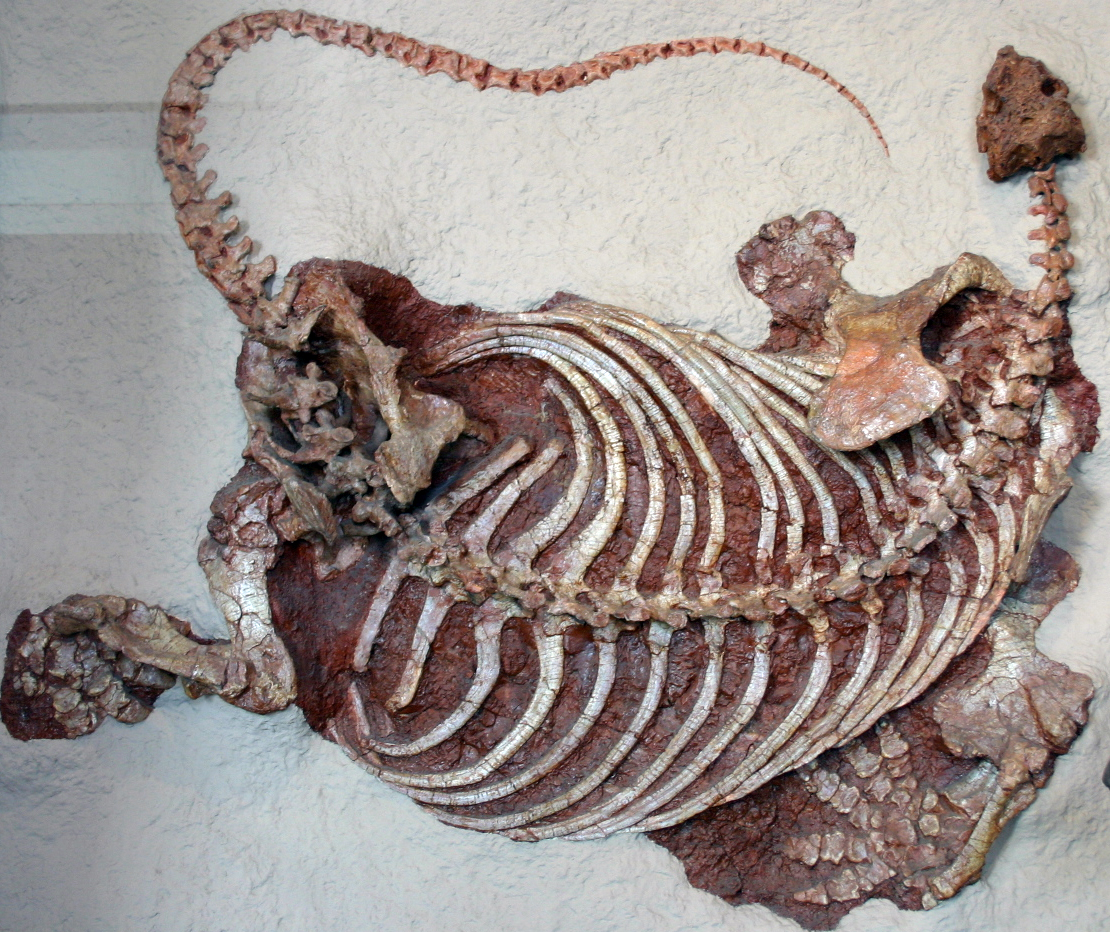
杯鼻龍的化石

杯鼻龍的體型巨大，但頭部很小，身體呈大水桶狀。杯鼻龍身長6公尺，重達2噸。杯鼻龍具有大的肩胛烏喙骨，肱骨末端呈喇叭狀，四肢粗壯，腳掌扁平，具有大型趾爪。牠們可能利用趾爪挖掘植物，或挖掘棲息用的洞穴。科學家認為杯鼻龍的趾爪具有一定的動作範圍。趾爪腹側的縮突大，允許牠們作出強力的趾爪動作。掌骨的關節表面傾斜，而非垂直，有更多的表面可供屈肌附著。
杯鼻龍的頭骨具有大型顳顬孔、大型鼻孔，可能促進呼吸，或擁有某種感應或保存濕氣的器官。杯鼻龍還具有大型松果孔，上頜向齒列外突出，形成喙狀嘴。頭骨的外表有者深的凹槽與裂縫。微小的牙齒相當類似鬣蜥的牙齒，後段的牙齒具有垂直的齒尖。

## 發現
杯鼻龍是羊膜動物第一波輻射演化出的動物之一。杯鼻龍目前已經發現三個種：C. hancocki、C. romeri、以及C. bransoni。C. romeri的體型較小，化石發現於奧克拉荷馬州克里夫蘭縣。C. hancocki可能是從C. romeri演化而來，化石發現於德州哈德曼縣與諾克斯縣。C. bransoni的化石則是發現於奧克拉荷馬州金菲舍縣與布萊恩縣。